# 브이에이글로벌
VA글로벌 (VA Global)은 국제금융허브 순위 6위의 베이징에 HQ를 두고 대한민국 서울 송파구에 주요거점이 있는 마케팅 코퍼레이션이다. 대표는 베이징 대학교 (북경대) 출신의 한국인 장백산이 역임하고 있다. 당사는 중화권 (중국 본토 위주) 왕훙(Influencer, 인터넷 유명인)의 백데이터(Back Data)를 전수 취합하여, 왕홍의 평균 시청자 수, 제품에 따른 판매량, 방송 시간대에 따른 판매량 변화 등을 수치화하였다. 이를 통해 허상의 실적이 전무한 인플루언서들을 적발하는 역할을 한다.